# Lieutenant de louveterie
Pour les articles homonymes, voir Louvier et Lieutenant.
« Louvetier » redirige ici. Pour le roman, voir Le Louvetier.

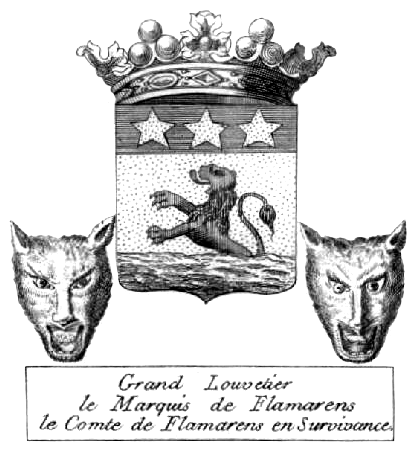
Blason du grand louvetier de France, le Marquis de Flamarens, le comte de Flamarens en survivance.

En France, un lieutenant de louveterie ou louvetier est une personne privée exerçant à titre bénévole une fonction civique d'auxiliaire de l’État auprès des services publics de la commune dans laquelle ils sont domiciliés en matière de faune sauvage, y compris sur le plan sanitaire.
L'appellation remonte à Louis XI en 1471, mais l'origine est plus ancienne.
La fonction de lieutenant de louveterie a été supprimée sous l'Ancien Régime par une ordonnance royale du 9 août 1787, elle a été rétablie sous la Révolution française, réorganisée par Napoléon Ier.
Devenue purement honorifique lorsqu'il n'existait plus de loups en France, cette fonction a été remise en vigueur par un décret de 1977.

## Histoire

### Féodalité
En France, la louveterie a une longue histoire. La première réglementation visant les mesures prises face aux ravages générés par les loups recensée après l’Empire Romain est la lex burgundinum de la fin du Ve siècle, dite loi Gombette ou de Gondebaud, roi des Burgondes, dont le titre XLVI a pour but de prévenir et sanctionner les accidents dus à « ceux qui placent des arbalètes pour tuer des loups ».
Sous Charlemagne, la réglementation, documentée à partir de l'an 800, concerne d'abord exclusivement les domaines impériaux. En l'an 812 (ou 813, selon les sources), Charlemagne aurait généralisé l'institution de la louveterie pour protéger l'ensemble de ses sujets et leurs élevages contre les loups. En effet, il ordonne, dans le capitulaire de Villis,, que les « vicarii (vicaires, laïcs, adjoints du comte) doivent avoir dans leur « ministère » (lire circonscription) deux chasseurs de loups (luparii ou louvetiers). (...) ». Pour preuve du bon accomplissement de leur mission, ces louvetiers sont tenus d'envoyer les peaux de loup à leur supérieur ou au commanditaire. Chaque vicaire comme chaque judex ou officier préposé à la garde des villae imperiales, doivent lui « rendre compte en tout temps, des loups qu'il aura pris, de lui en faire présenter les peaux, de rechercher les portées au mois de mai, d'employer les batteries, les hameçons, les fosses et les chiens pour les détruire »,. Les loups étant à l'époque une menace constante, ils sont dispensés du service militaire et jouissent d'un droit de gîte chez l’habitant. En paiement, ils reçoivent une « mesure de grains » prélevée le cas échéant sur la part due à l’empereur, les impôts étant alors partiellement acquittés en nature.
Il est à noter que la fonction se retrouve dans la plupart des royaumes européens : Edgar, roi d'Angleterre qui commença à régner en 959, soumit les Gallois et leur imposa comme tribut de lui livrer 300 têtes de loups chaque année. Il fit de même avec certains criminels condamnés à mort, graciés en échange de têtes de loups.
L'institution des louviers ou louvetiers reste quasiment telle qu'elle jusqu'au XIIe siècle. Avec le développement des monnaies, ils reçoivent une part de la récompense perçue par les habitants pour chaque loup. En 1308, apparaît le titre de « Louvier du Roi » dans les offices de cour, Gilles le Rougeau assurant le premier cette charge auprès de Philippe le Bel;
En 1341, dans le comté de Champagne, le roi avait des meutes tenues par des valets de chiens sous les ordres des louviers. Le louvier avait son sceau et son rôle de dépense comme le gruyer. Dans le bailliage de Meaux, six chiens courants et dix lévriers mangent par jour 3 deniers chacun. Outre ces chiens de luxe, on nourrit quinze chiens à loups pour 2 sols et 6 deniers par jour, soit 45 livres par an. Le louvier Sauvalle a pour ses gages et l'entretien d'un sommier, de deux chevaux et de trois valets, 2 sols et 11 deniers par jour, soit 53 livres par an. Plusieurs chevaux sont achetés pour faire admorsures à loups, mis en plusieurs pièges, rets et filets. Dans le bailliage de Vitry, il y a deux louviers et un valet de chiens qui ne sont pas oisifs si on en croit l'indication suivante : « Pour 57 loups vifs et 18 morts apportés en recette en été, 34 livres, 5 sols tournois par vif, 1 par mort », 141 livres ont été donnés dans le bailliage de Troyes.
Mais des abus sont reportés. Certains louvetiers n'hésitent pas à loger en permanence chez les cultivateurs et éleveurs, échappant ainsi à l'impôt, et entretiennent à leur charge de grandes meutes, racolent etc. Le roi Charles VI  commence par supprimer leurs droits mais devant la recrudescence des attaques, il les rétablit : en 1404, il leur donne le droit de percevoir une prime de la part des villages « bénéficiaires » entourant le lieu de capture d'un loup. Toutefois, on trouve au chapitre 100 de la Coutume de Hainaut, l'interdiction aux « braconniers, fauconniers, loutriers, louviers, perdriseurs, ménéstriers, chevaucheurs, messagers, ou autres, qu'ils soient à nous [le roi], ou à autrui, d'aller dans les églises, abbayes, en notre pays de Hainaut, ou dans les maisons et cours de nos censiers, pour boire, manger, ou faire quelques dépenses, sinon de leur gré et consentement, sous peine d'une amende de dix livres tournois ».
Si c'est Louis XI qui en 1471 nomme les premiers Lieutenants de louveterie du Roi, la charge de Grand Louvetier de France est créée en 1520 par  François Ier ; Le Grand Louvetier de France prête ainsi serment de fidélité au roi et reçoit le serment de chaque officier de louveterie sous ses ordres. Dans le domaine héraldique, la charge se traduit par l'apposition de deux têtes de loup au bas de l'écu de ses armes.

### Ancien Régime
Sous l'Ancien Régime, le grand louvetier devient un Officier du Roi qui commande l'équipage de chasse au loup,, le Venator luparius. Ainsi y eut-il en France, dans toutes les forêts du domaine royal, des louvetiers ou « loutiers », « louviers » et « chasseleus »,

### Révolution
Louis XVI supprima les louvetiers par un règlement de 1787, notamment par souci d'économie. Mais devant la recrudescence des dommages causés, le 7 février 1797 (dix ans plus tard), la loi du 19 pluviôse an V (7 février 1797) rétablit la louveterie.

### XIXe
En 1804 Napoléon Ier donne un cadre législatif à la louveterie. Sous la Restauration, une ordonnance du 20 août 1814 apporte une légère modification, adaptant leur nomination au changement de la nature du système étatique, les lieutenants de louveterie étant de nouveau nommés par un roi tout comme sous Louis-Philippe, l'ordonnance du 21 décembre 1844), restera applicable jusqu'en 1971 ;
Un règlement de 1814 précise ou rappelle que les commissions des louvetiers doivent être renouvelées chaque année, mais la jurisprudence acte qu'il est « assez fréquent que, par une tacite prorogation, ces officiers continuent d'en exercer les droits »... ;
De 1818 à 1829, le nombre des loups décline, mais 20 000 d'entre eux auraient encore été tués sur le territoire français, consécutivement aux grandes battues (avec obligation de participation pour les villageois) et aux primes parfois très incitatives, comme en 1882 où celle-ci est multipliée par dix pour quiconque capture un loup vivant ou mort.
Devenus lieutenants de louveterie en 1841. Ils ont effectué d'une manière systématique la destruction des loups en France.

Vers 1930, on considère qu'il n'y a quasiment plus de loups en France.

« Pendant longtemps, l'aristocratie a fait de son devoir de chasser les loups un de ses plaisirs les plus recherchés. L'émotion procurée par la chasse à courre valait bien la contrainte d'entretenir des chevaux et surtout une meute de chiens particulièrement courageux, voire féroces. »

« Bien rarement un lieutenant de louveterie tue un loup. Il surveille la direction de la chasse, les piqueurs, la brisée, le découplé des chiens, porte les tireurs, fait son possible pour bien diriger la chasse, mais, dans ces conditions, il lui arrive bien rarement de tuer un animal. J'ai fait tuer devant mes chiens plus de 400 loups dans ma vie, mais je n'en ai tué qu'un seul. »

En 1971, une loi cherche à adapter le corps des lieutenants de louveterie à l'économie moderne, issue d'une proposition de loi et qui constitue encore la base de l'action des lieutenants de louveterie. Les dispositions antérieures avaient alors été abrogées. Les dispositions encore en vigueur de la loi du 9 juillet 1971 sont désormais codifiées aux articles L. 427-1 à L. 427-3 du code de l'environnement et, pour celles qui ont été déclassées lors de la codification intervenue en 1987 aux articles R. 427-1 à R. 427-3 du même code. 
L'arrêté d'application de cette loi n'a été signé que le 27 mars 1973 et demeure en vigueur. Le même jour, une circulaire PNE/S2-3 no 73/949 commente ces deux textes.
En 1979, la convention de Berne protège les loups du territoire et indemnise les dommages causés aux troupeaux. En 1992, des loups réapparaissent dans le parc du Mercantour, venant des Abruzzes (Italie). Les lieutenants de louveterie sont à nouveau par arrêtés préfectoraux chargés de la régulation du nombre des loups dans une douzaine de départements du sud-est de la France où ce grand prédateur est à nouveau présent.
- Au début du XXIe siècle, le corps des lieutenants de louveterie existe toujours, mais ses missions ont été modifiées en 1971 par la loi française. Les lieutenants sont régulièrement renouvelés ou prorogés[17].
La louveterie est aujourd’hui chargée de veiller à la régulation de certaines espèces dites « nuisibles » et au maintien de l’équilibre de la faune sauvage, les lieutenants de louveterie étant reconvertis en « conseillers cynégétiques » et « auxiliaires de l'agriculture ». Par exemple, en France, considérés comme "nuisibles" (en raison des plaintes des agriculteurs car ces oiseaux dévastent certains semis) mais aussi paradoxalement comme espèce protégée, les choucas des tours peuvent être abattus par les lieutenants de louveterie : après étude scientifique et avis du Conseil national de protection de la nature, la destruction de 1 000 oiseaux par an au maximum a été autorisée. Les battues administratives visant les sangliers, soit pour les tuer, soit simplement pour les déplacer, sont aussi désormais un aspect important de l'action des lieutenants de louveterie (une trentaine de battues par an en moyenne entre 2006 et 2011 par exemple pour le seul département du Finistère, mais seulement 15 sangliers tués)[18].

## Conflit avec le droit de propriété privée ou le monde de la chasse
Sous la Royauté, les louvetiers avaient le privilège de pouvoir chasser en battue dans les forêts royales, et même de poursuivre leurs proies en dehors sur des terrains privés.
L'article 1er de la loi du 30 avril 1790 a interdit à quiconque « de chasser, en que le temps et de quelque manière que ce soit, sur le terrain d'autrui sans son consentement ». Un arrêté du directoire exécutif du 19 pluviôse an 5 a rapidement dérogé à cette disposition, mais avec des réserves (formes tutélaires et en cas uniquement d'intérêt général commandant « ce sacrifice des droits individuels »), permettant aux louvetiers de continuer à chasser le loup ou quelques autres espèces réputées « nuisibles », sous l'inspection et la surveillance des agents forestiers, sur demande du préfet, dans les forêts de l’État, et non dans les bois particuliers comme le rappellera la jurisprudence à la suite de certains conflits avec des propriétaires ou agents forestiers, excès ou abus de pouvoir,.
De nos jours, les lieutenants de louveterie font régulièrement l'objet de critique de la part du monde la chasse. En effet, bien qu'ils soient nommés sous l'avis des présidents des fédérations départementale des chasseurs, ils ne font généralement pas pour autant l'unanimité auprès de ses adhérents. Ils ont pu être localement accusés par des fédérations départementale des chasseurs d'organiser des battues sans concertation avec les chasseurs ou d'actions en inadéquation avec leurs propres efforts pour lutter contre la prolifération des sangliers.

## Nomination et statut

Insigne d'un lieutenant de louveterie contemporain

Les lieutenants de louveterie sont des personnes privées, collaborateurs bénévoles de l'administration et collaborateurs occasionnels du service public,. Ils sont nommés par le préfet de département sur proposition du directeur départemental des territoires et de la mer et sur avis du président de la Fédération départementale des chasseurs pour une durée de cinq années renouvelable (art.R 427-2 du code de l'environnement).
Ils doivent être de nationalité française et jouir de leurs droits civiques, être âgés de moins de 75 ans (décret du 22 septembre 2009), avoir un permis de chasser depuis au moins cinq ans, posséder la compétence cynégétique nécessaire pour remplir correctement leurs fonctions, notamment par leurs connaissances de la vie, des mœurs des animaux sauvages, de l'équilibre biologique à maintenir et la législation de la chasse et des règles de sécurité, résider dans le département où ils sont nommés (ou un canton limitrophe), ne pas avoir fait l'objet de condamnation pénale en matière de chasse, de pêche et de protection de la nature.
Ils sont assermentés et compétents pour la recherche et la constatation des infractions à la police de la chasse, aussi bien dans les propriétés privées que sur le domaine public. Ils sont porteurs d'arme de poings.
Dans l'exercice de leurs fonctions, les louvetiers doivent être porteurs de leur commission préfectorale et d'un insigne représentant une tête de loup dorée avec en exergue une courroie de chasse émaillée bleue portant l'inscription « lieutenant de louveterie » en doré. Ils s'engagent par écrit à entretenir, à leurs frais, soit un minimum de quatre chiens courants réservés à la chasse du sanglier ou du renard soit au moins deux chiens de déterrage.
Le nombre de femmes portant le titre de lieutenant de louveterie est de 12 en 2005, de 17 en 2012, et de 27 (sur 1727) en 2022 en France hexagonale et ultramarine.

## Fonction
Il est conseiller technique de l'administration en matière de régulation de « nuisibles » et chargé de l'abattage des animaux sauvages infectés par la rage ainsi que des chiens et chats errants. Il a un rôle de régulateur. Il constate les infractions à la police de la chasse dans sa circonscription. Il a un rôle de conciliateur avec le monde agricole (lors d'une battue administrative, il ne s'agit plus d'action de chasse mais de destruction et, dès lors, la réglementation de la chasse ne s'applique pas).

## Missions
Pour limiter la prolifération des espèces susceptibles d'occasionner des dégâts (ESOD), et plus particulièrement les sangliers, il organise :
1. des battues administratives préfectorales et municipales dont il assure le contrôle et la responsabilité technique[27]
2. mission de lutte contre le braconnage
3. police de la chasse
4. missions spéciales : reprise de daim.

Il participe à diverses commissions. Exemples : liste des nuisibles, commission plan de chasse « petit et grand gibier », schémas départementaux (loi chasse juillet 2000).
Ils ont compétences pour la capture de la faune sauvage pour des repeuplements, les lieutenants de louveterie ont droit à tous moyens, car ils ne sont pas soumis aux règles de la police de la chasse.
Ils sont dépositaire de l'autorité publique dans le cadre de leurs missions de police et chargé d'une mission de service public pour les missions techniques.
Ils sont les seuls fonctionnaires bénévoles de l'Etat.

### Sources primaires
- Jean de Clamorgan, La Chasse du loup nécessaire à la maison rustique, 1567.
- Robert Monthois, La Noble et furieuse chasse au loup, Ath, chez Jean Maes, imprimeur-juré, 1642, in-4°.
- Pierre Garnier (Commandant), La Chasse du loup en France, 1878, réédition 2018.
- sur le site ONCFS, Paris, Annie Charlez, Chef de la Mission conseil juridique ONCF, 2013

### En littérature
- Jean Giono, "Un roi sans divertissement".

### Site officiel
- www.louveterie.com